# Tata Sierra
Pour les articles homonymes, voir Sierra.
Le Tata Sierra est un véhicule tout-terrain, commercialisé au cours des années 1990 par le constructeur indien Tata Motors.

## Description
Ce modèle marque un tournant dans la production automobile nationale, jusqu'alors fortement orientée vers les véhicules utilitaires.
Le tout-terrain indien, reprenant de nombreux composants d'origine Mercedes, est aussi conçu pour le transport de passagers.
Ses 2 motorisations diesel, suralimentées ou non, lui permettent d'évoluer indifféremment en hors piste et sur routes goudronnées. L'habitacle offre par ailleurs, selon les options, un verrouillage centralisé, des vitres électriques (teintées), une direction assistée et/ou une climatisation,.

## Importation
Le Sierra fut importé en Espagne, en France, en Allemagne et en Italie au même titre que le pick-up Tata Telcoline.
À l'Auto Expo de 2020, Tata Motors a présenté un concept car électrique du même nom,.